# La Serreta (Alcoi)
El jaciment arqueològic de la Serreta és un important emplaçament iber ubicat als termes d'Alcoi, Cocentaina i Penàguila. L'època de màxima ocupació en correspon a l'ibèric antic, ple i romà. Constitueix un doble jaciment, un poblat i un santuari. El 1917, va ser descobert el jaciment, excavat per Camil Visedo Moltó i declarat Monument Historicoartístic el 1931. En els 50, va ser novament excavat per Visedo i en els 60 per M. Tarradell.
Els principals materials estan dipositats al Museu arqueològic Camil Visedo, que porta el nom del principal excavador del jaciment. D'aquí procedeixen sis ploms escrits en alfabet grecoibèric i la divinitat de la Serreta. El jaciment també ha proporcionat interessants terracotes i ceràmiques ibèriques, i d'importació (gregues, púniques i campanianes).

## Característiques
Es poden observar restes d'habitació, de planta quadrangular, ordenades en llargues files. A l'extrem occidental, es localitzen les restes del santuari, situat per Visedo en la porció més alta, actualment assenyalada per un vèrtex geodèsic; en els voltants, es van trobar nombrosos exvots ibèrics en terracota. Llobregat descriu restes d'un edifici situat a 100 m, que podria correspondre al santuari d'època romana.
Des de la zona del santuari, es pot observar el cim de la Serra de la Xortà, que assenyala l'eixida del sol en els equinoccis, cosa que per a alguns astrònoms podria tenir alguna significació.
La totalitat del vessant de la solana està coberta de restes d'edificacions que s'adapten als nivells de la muntanya. No hi ha grans restes monumentals, però l'entorn és evocador i les vistes magnífiques.
Diversos investigadors han proposat la hipòtesi que aquesta podria ser la provinença de la dama d'Elx.
El 1987, va ser descoberta la necròpoli, que ha estat sistemàticament excavada amb el descobriment de 80 sepultures, principalment del s. IV aC. Els aixovars són de gran varietat i riquesa. Cal destacar-ne la falcata de la tomba 53, amb una treballada empunyadura.